# Väätsa
Väätsa est un bourg de la commune de Väätsa du comté de Järva en Estonie .
Au 31 décembre 2011, il compte 558 habitants.